# Gallus Mag
Gallus Mag (nom real desconegut) va ser una dona de gairebé dos metres d'alçada que treballava com a guàrdia de seguretat en un bar de Nova York del segle xix anomenat The Hole in the Wall i que ocupa un paper destacat en el folklore de la ciutat. El nom de "Gallus" es deu als tirants masculins que li agradava portar, mentre que "Mag" o "Meg" era, probablement, el seu nom. El bar The Hole in the Wall es trobava al 279 de Water Street, a Manhattan.

## Guàrdia de seguretat
El llibre de Herbert Asbury The Gangs of New York la descrivia així:
"Tenia per costum, després d'haver abatut un client conflictiu amb la porra, agafar-li l'orella amb les dents i arrossegar-lo fins a la porta, enmig de la frenètica alegria dels espectadors. Si la seva víctima protestava, li mossegava l'orella i, després d'haver-lo tret al carrer, dipositava acuradament el membre separat en un pot d'alcohol darrere de la barra (...). Era una de les habitants més temudes del passeig marítim i la policia de l'època la va descriure, tremolosa, com la dona més salvatge mai s'havien trobat ".

## A la cultura popular
Gallus Mag's era el nom d'un bar a prop de Corlears Hook a mitjans del segle xix.
A la pel·lícula de 2002 de Martin Scorsese Gangs of New York, el personatge Hell-Cat Maggie, una gàngster femenina i ferotge lluitadora, interpretat per Cara Seymour, és un compost de Gallus Mag, el Hell-Cat Maggie, així com de l'aparemtment fictícia Sadie the Goat.
Gallus Mag va ser retratada per Ronda Rousey a l'episodi "Scoundrels" de la sèrie Comedy Central Drunk History.